# 印度軌距
印度軌距，寬1676毫米，是在印度、巴基斯坦、孟加拉西部、斯里蘭卡、阿根廷、智利以及美國舊金山灣區捷運的軌距。
在北美洲又被稱為省軌距、波特蘭軌距、德克薩斯軌距。在阿根廷和印度次大陸稱寬軌。這種軌距是世界上目前最寬的鐵路軌距。